# Svartabborrtjärnen (Bjurholms socken, Ångermanland)
Svartabborrtjärnen är en sjö i Bjurholms kommun i Ångermanland och ingår i Lögdeälvens huvudavrinningsområde.